# Пси Парусов
Пси Парусов (ψ Парусов, Psi Velorum, ψ Velorum, сокращ. Psi Vel, ψ Vel) — двойная звезда в южном созвездии Парусов. Пси Парусов имеет видимую звёздную величину +3,58m, и, согласно шкале Бортля, видна невооружённым глазом на внутригородском небе (англ. Inner-city sky).
Из измерений параллакса, полученных во время миссии Hipparcos, известно, что звезда удалена примерно на 61,4 св. лет (18,8 пк) от Земли. Звезда наблюдается  южнее 50° с.ш., то есть видна южнее Ла-Манша, южнее Люксембурга, Белгородской области, Алтая, Сахалина и пров. Ньюфаундленд и Лабрадор. Лучшее время для наблюдения — февраль.
Средняя пространственная скорость Пси Парусов имеет компоненты (U, V, W)=(-17.4, -8.7, -5.8), что означает U=−17,4 км/с (движется по направлению от галактического центра), V=−8,7 км/с (движется против направлении галактического вращения) и W=−5,8 км/с (движется в направлении галактического южного полюса).
Пси Парусов движется довольно медленно относительно Солнца: её радиальная гелиоцентрическая скорость равна 9 км/с, что почти равно скорости местных звёзд Галактического диска, а также это значит, что звезда удаляется от Солнца. Звезда приближалась к Солнцу на расстояние 55,26 св. лет 393 000 лет назад, когда она увеличивала свою яркость на величину 0,22m до величины 3,36m (то есть светила почти как Кси Близнецов или как Омикрон Большой Медведицы A светят сейчас). По небосводу звезда движется на северо-запад, проходя по небесной сфере 0,160 угловых секунд в год. Движение этой системы в пространстве делает её кандидатом в члены движущейся группы звёзд Кастора .

## Имя звезды
Пси Парусов (латинизированный вариант лат. Psi Velorum) является обозначениями Байера, данные звёздам в 1603 году. Хотя звезды и имеет обозначение ψ (Пси — 23-я буква греческого алфавита), однако сама звезда — 9-я по яркости в созвездии.
Обозначения компонентов как Пси Парусов AB вытекают из конвенции, используемой Вашингтонским каталогом визуально-двойных звёзд (WDS) для звёздных систем, и принятого Международным астрономическим союзом (МАС).

## Свойства кратной системы
Пси Парусов A и Пси Парусов B являются широкой парой двойных звёзд, период вращения которых вокруг общего барицентра равен 33,95 года. По законам Кеплера можно вычислить, что большая полуось орбиты равна, 11,84 а.е. У системы довольно большой эксцентриситет, который равен  0,433. Таким образом, в процессе вращения друг вокруг друга звёзды, то сближаются на расстояние 6,71 а.е. (радиус орбиты Юпитера равен 5,20 а.е.), то удаляются на расстояние 16,97 а.е. (радиус орбиты Урана равен 19,23 а.е.). Наклонение в системе не очень велико и составляет 58,0°, как это видится с Земли.
Если мы будем смотреть со стороны Пси Парусов A на Пси Парусов B, то мы увидим жёлто-белую звезду, которая светит с яркостью -22,46m, то есть с яркостью 2% от светимости Солнца (в среднем, в зависимости от положения звезды на орбите). Причём угловой размер звезды будет — 0,05°, что составляет 11% углового размера нашего Солнца. Если же мы будем смотреть со стороны Пси Парусов B на Пси Парусов A, то мы увидим жёлто-белую звезду, которая светит с яркостью -23,59m, то есть с яркостью 6% от светимости Солнца (в среднем, в зависимости от положения звезды на орбите). Причём угловой размер звезды будет — 0,06°, что составит 13% от размеров Солнца. Более точные параметры звёзд приведены в таблице:
| | В периастре (6,71 а.е.)       | В периастре (6,71 а.е.) | В периастре (6,71 а.е.)        | В периастре (6,71 а.е.) | В апоастре (16,97 а.е.)       | В апоастре (16,97 а.е.) | В апоастре (16,97 а.е.)        | В апоастре (16,97 а.е.) |
| m | {\displaystyle L_{\bigodot }} | D°                      | {\displaystyle D_{\bigodot }}% | m                       | {\displaystyle L_{\bigodot }} | D°                      | {\displaystyle D_{\bigodot }}% |                         |
| --- | ----------------------------- | ----------------------- | ------------------------------ | ----------------------- | ----------------------------- | ----------------------- | ------------------------------ | ----------------------- |
| A→B | -23,69                        | 0,06%                   | ~0,09°                         | ~19%                    | -21,67                        | 0,01%                   | ~0,04°                         | 7,5%                    |
| B→A | -24,82                        | 0,18%                   | ~0,11°                         | ~23%                    | -22,81                        | 0.03%                   | ~0,05°                         | ~10%                    |
| - m — видимая звёздная величина; - {\displaystyle L_{\bigodot }} — светимость, выраженная в светимостях Солнца; - D° — угловой диаметр звезды выраженный в градусах (угловой диаметр Солнца — 0,5°); - {\displaystyle D_{\bigodot }}% — диаметр звезды выраженный в процентах от диаметра Солнца; |                               |                         |                                |                         |                               |                         |                                |                         |

Возраст Пси Парусов равен 889 млн. лет. Однако, этот возраст занижен, поскольку звезда уже переходит к стадии субгиганта.  Также известно, что звёзды с массой равной 1,44 {\displaystyle M_{\bigodot }} живут на главной последовательности примерно 3,6 млрд. лет. Затем звезда, переёдёт на стадию красного гиганта, на которой она задержится не более чем на несколько сотен тысяч лет, сбросит внешние оболочки, которые будет наблюдаться  порядка 10 000 лет в виде планетарной туманности, а затем станет средним по массе белым карликом.

### Свойства Пси Парусов A
Пси Парусов A является субгигантом, спектрального класса F0IV также это указывает на то, что водород в ядре звезды заканчивается и уже не служит ядерным «топливом» и звезда уже сошла с главной последовательности.
Масса звезды равна 1,44 {\displaystyle M_{\bigodot }}. Судя по массе, звезда родилась как карлик главной последовательности спектрального класса F0. При рождении, когда звезда вышла на главную последовательность её радиус был 1,40 {\displaystyle R_{\bigodot }}, её эффективной температуре была 7610 К Таблицы VII и VIII, а светимость, вычисленная из закона Стефана — Больцмана была равна 5,9 {\displaystyle L_{\bigodot }}. Для того, чтобы планета, аналогичная нашей Земле, получала бы примерно столько же энергии, сколько она получает от Солнца, её надо было бы поместить на расстоянии 2,43 а. е., во внутреннюю часть главного пояса астероидов, а более конкретно, на орбиту астероида Беатрис. Причём с такого расстояния Пси Парусов A выглядела бы на 39% меньше нашего Солнца, каким мы его видим с Земли — 0,301° (угловой диаметр нашего Солнца — 0,5°). Однако в процессе эволюции её радиус увеличивается, а температура падает. В настоящее время, звезда излучает энергию со своей внешней атмосферы при эффективной температуре около 7122 К, что придаёт ей характерный жёлто-белый цвет.
В связи с большой светимостью звезды её радиус может быть измерен непосредственно, и первая такая попытка была сделана в 1973 году. Поскольку звезда двойная, то в 1983 году измерялся радиус самого яркого компонента. Данные об этих измерених приведены в таблице:
| Имя звезды    | Год  | m    | Спектр | D (mas) | Rабс ({\displaystyle R_{\bigodot }}) | Комм.  |
| Пси Парусов G | 1973 | 4.00 | F2IV   | —       | 1.60                                 | [ 27 ] |
| Пси Парусов   | 1982 | 3.60 | F2IV   | 1.1     | —                                    | [ 28 ] |
| Глизе 351A    | 1983 | 3.60 | F2IV   | —       | 1.2                                  | [ 29 ] |

Звезда имеет поверхностную гравитацию характерную для карлика, переходящего в стадию субгиганта 4,27 СГС или 186 м/с2, то есть составляет 68% от солнечного значения(274,0 м/с2). оттуда, зная поверхностную гравитацию и массу звезды можно вычислить радиус который будет равен 1,443 {\displaystyle R_{\bigodot }}. Таким образом, оба измерения 1973 года и 1983 года были адекватными, но неточными.  Её светимость, вычисленная из закона Стефана — Больцмана равна 4,8 {\displaystyle L_{\bigodot }}.
Звезды, имеющие планеты, имеют тенденцию иметь большую металличность по сравнению Солнцем, и Пси Парусов A имеет значение металличности равное солнечному +0,0, что позволяет предположить, что звезда «пришла» из других областей Галактики, где было столько же  металлов, и рождено в молекулярном облаке благодаря такому же плотному звёздному населению и такому же количеству сверхновых звёзд.
Пси Парусов A вращяется со скоростью, как минимум, в 78 раз больше солнечной и равной 156,0 км/с, что даёт период вращения звезды, по крайней мере, — 0,48 дней. Пси Парусов A находится  в зрне существования  «скорости отрыва», которая приходится на спектральный класс F5. Выше него горячее звезды вращаются намного быстрее в результате падения их внешних конвективных слоев. Правда в результате генерирации магнитные поля, в сочетании со звёздными ветрами их вращение замедляется со временем.

### Свойства Пси Парусов B
Пси Парусов B является субгигантом, спектрального класса F3IV также это указывает на то, что водород в ядре звезды заканчивается и уже не служит ядерным «топливом» и звезда уже сошла с главной последовательности. В настоящее время, звезда излучает энергию со своей внешней атмосферы при эффективной температуре около 6812 К, что придаёт ей характерный жёлто-белый цвет.
В связи с большой светимостью звезды её радиус может быть измерен непосредственно, и первая такая попытка была сделана в 1973 году. Данные об этих измерених приведены в таблице:
| Имя звезды    | Год  | m    | Спектр | D (mas) | Rабс ({\displaystyle R_{\bigodot }}) | Комм.  |
| Пси Парусов S | 1973 | 5.10 | F8V    | —       | 1.20                                 | [ 30 ] |

Однако сейчас мы знаем, что радиус звезды равен 2,07 ± 0,71 {\displaystyle R_{\bigodot }}, а подобный радиус характерен для субгиганта, однако он измерен с очень большой ошибкой, а отсюда можно сделать вывод, что измерение 1973 года было правильное.  Её светимость также характерна для расширяющегося субгиганта. Она была  вычислена из закона Стефана — Больцмана и равна 8,296 {\displaystyle L_{\bigodot }}, однако вряд ли она правильная и скорее всего она меньше 3,0 {\displaystyle L_{\bigodot }}.
Пси Парусов демонстрирует лёгкую переменность: во время наблюдений яркость звезды колеблется на 0.6m, изменяясь в пределах от 4.5m до  5.1m, без какой-либо периодичности (скорее всего у звезды несколько периодов), тип переменной — не определён.

## История изучения кратности звезды
В 1883 году британский астроном Р. Коупленд открыли двойственность звезды Пси Парусов, то есть он открыл компонент B и звёзды вошли в каталоги как COP 1.
Согласно Вашингтонскому каталогу визуально-двойных звёзд, параметры этих компонентов приведены в таблице:
| Компонент | Год  | Количество измерений | Позиционный угол | Угловое расстояние | Видимая звёздная величина компонента I | Видимая звёздная величина компонента II |
| AB        | 1883 | 160                  | 45°              | 0.8°               | 3.91m                                  | 5.12m                                   |
| AB        | 2018 | 160                  | 128°             | 1.0°               | 3.91m                                  | 5.12m                                   |

У звезды Пси Парусов A есть спутник, который движется по эллиптической орбите. Это звезда 5-й величины, находящаяся на угловом расстоянии 1,0 секунд дуги. Идентификация восходящего узла не совсем определена. Малков и соавт. (2012) получили динамические, фотометрические и спектроскопические массы обоих звёзд 3,70 ± 0,50 {\displaystyle M_{\bigodot }}, 2,42 {\displaystyle M_{\bigodot }} и 3,00 {\displaystyle M_{\bigodot }} соответственно.

## Ближайшее окружение звезды
Следующие звёздные системы находятся на расстоянии в пределах 20 световых лет от звезды Пси Парусов (включены только: самая близкая звезда, самые яркие (<6,5m) и примечательные звёзды). Их спектральные классы приведены на фоне цвета этих классов (эти цвета взяты из названий спектральных типов и не соответствуют наблюдаемым цветам звёзд):
| Звезда     | Спектральный класс | Расстояние, св. лет |
| Глизе 1126 | K3 V               | 9.36                |

Рядом со звездой, на расстоянии 20 световых лет, есть ещё порядка 10 красных, оранжевых карликов и жёлтых карликов спектрального класса G, K и M которые в список не попали.